# Nephrotoma kaviengensis
Nephrotoma kaviengensis är en tvåvingeart som beskrevs av Alexander 1936. Nephrotoma kaviengensis ingår i släktet Nephrotoma och familjen storharkrankar. Inga underarter finns listade i Catalogue of Life.